# René Pirolley
René Robert Pirolley (* 17. Oktober 1931 in Mont-Saint-Aignan; † 26. März 2013 in Antibes) war ein französischer Schwimmer.

## Karriere
Pirolley nahm 1948 erstmals an den Olympischen Spielen teil. In London erreichte der Franzose im Wettbewerb über 100 m Rücken das Halbfinale. Acht Jahre später folgte die erneute Teilnahme an den Olympischen Spielen. Als Neunter verfehlte er hier knapp das Finale über 200 m Schmetterling. 1958 erreichte er den fünften Rang über 200 m Schmetterling bei den Europameisterschaften in Budapest. Im libanesischen Beirut gewann Pirolley im Rahmen der Mittelmeerspiele 1959 Silber über 200 m Schmetterling und mit der französischen Staffel über 4 × 100 m Lagen.
Zwischen 1955 und 1961 wurde der Schwimmer zwei Mal französischer Meister über 100 m Schmetterling und sieben Mal über 200 m Schmetterling.